# آدم فيركلوغ
آدم فيركلوغ (بالإنجليزية: Adam Fairclough)‏ هو أستاذ جامعي ومؤرخ بريطاني، ولد في 1952.